# Lindsay Davenport
Lindsay Ann Davenport (ur. 8 czerwca 1976 w Palos Verdes) – amerykańska tenisistka, zwyciężczyni trzech turniejów wielkoszlemowych w grze pojedynczej oraz trzech w grze podwójnej; zdobywczyni Mistrzostwa WTA w grze pojedynczej i trzykrotnie mistrzyni w grze podwójnej; liderka rankingu gry pojedynczej oraz podwójnej; mistrzyni olimpijska w grze pojedynczej (1996), trzykrotna zdobywczyni Pucharu Federacji (1996, 1999, 2000) i Pucharu Hopmana w 2004 roku, członkini Międzynarodowej Tenisowej Galerii Sławy.

## Kariera sportowa
Od 1993 ze statusem tenisistki zawodowej; w turniejach wielkoszlemowych debiutowała już w 1991, została jednak wyeliminowana w I rundzie US Open. W 1993 dotarła w tym turnieju już do IV rundy (1/8 finału), a w 1994 była w ćwierćfinałach Australian Open i Wimbledonu. Kolejne wielkoszlemowe ćwierćfinały to Australian Open 1995 i French Open 1996; w 1997 po raz pierwszy wystąpiła w półfinale (US Open). Szczególnie udany miała sezon 1998 – półfinały w Australii i Francji, ćwierćfinał na Wimbledonie, wreszcie pierwsze zwycięstwo w Wielkim Szlemie – US Open. W 1999 wygrała Wimbledon (w finale z Niemką Graf), była w półfinałach US Open i Australii i ćwierćfinale Rolanda Garrosa; w 2000 wygrała Australian Open, ponadto przegrywała w finałach Wimbledonu (z Venus Williams) i US Open. W 2001 półfinalistka Australii i Wimbledonu, ćwierćfinalistka US Open; w kolejnym sezonie mocno ograniczyła starty z powodu kontuzji, zaliczyła jednak półfinał US Open. 2003 ponownie półfinalistka US Open, ćwierćfinalistka Wimbledonu; w 2004 osiągnęła ćwierćfinał w Australii, IV rundę na Rolanda Garrosa oraz półfinały Wimbledonu i US Open.

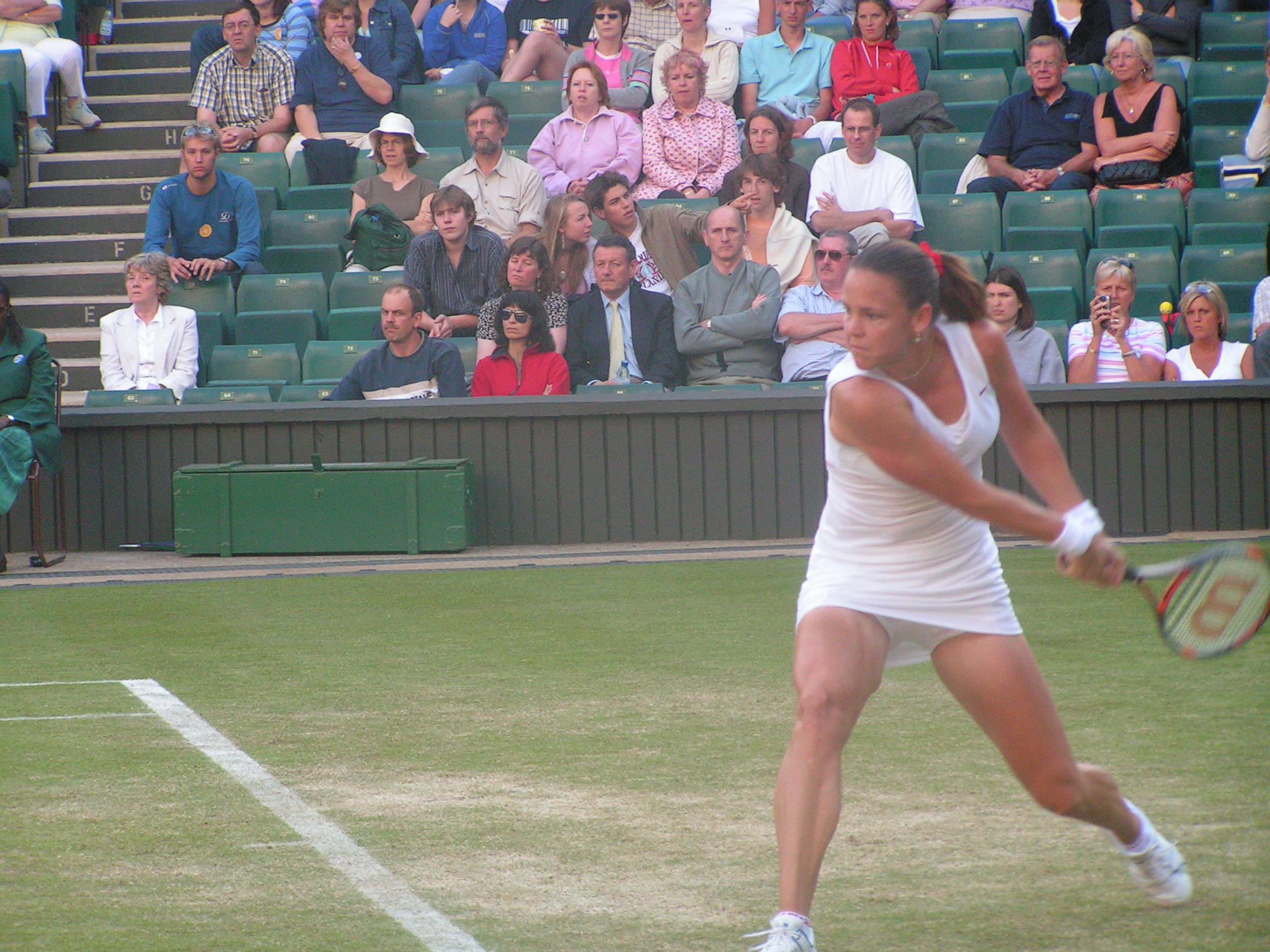
Davenport podczas Wimbledonu 2004.

W styczniu 2005 awansowała do finału Australian Open zarówno w grze pojedynczej, jak i podwójnej. W singlu przegrała decydujący mecz z Sereną Williams, w deblu – w parze z Coriną Morariu – uległa australijsko-rosyjskiemu duetowi Molik-Kuzniecowa.
W latach 1994–2002 i 2004 występowała w turniejach Masters; wygrała tę imprezę w 1999, przegrała w finale w 1994 i 2001. Wygrywała także Masters deblistek w latach 1996–1998 (kolejno w parze z Mary Joe Fernández, Janą Novotną i Natallą Zwierawą).
W październiku 1998 osiągnęła po raz pierwszy pozycję liderki rankingu światowego w grze pojedynczej; w październiku 1997 była także liderką listy deblowej. Powróciła na pozycję nr 1 w grze pojedynczej 18 października 2004 (zastępując Francuzkę Amélie Mauresmo) i utrzymała pierwsze miejsce w rankingu do końca roku. Zdobyła złoty medal olimpijski w singlu na igrzyskach w Atlancie (1996), pokonując w finale Hiszpankę Sánchez Vicario.
Do października 2005 wygrała 50 turniejów w grze pojedynczej oraz 35 w deblu; 1993-2000 i 2002 reprezentowała USA w Pucharze Federacji. W styczniu 2004 zdobyła dla USA (razem z Jamesem Blakiem) Puchar Hopmana.
Pierwszą połowę roku 2005 Davenport może uznać za bardzo udaną. Nie oddała prowadzenia w rankingu WTA i dwa razy wystąpiła w finale wielkoszlemowego turnieju: Australian Open, gdzie przegrała 6:2, 3:6, 0:6 ze swoją rodaczką Sereną Williams oraz Wimbledonu, gdzie uległa 6:4, 6:7(4), 7:9 starszej siostrze swej pogromczyni z Melbourne, Venus, rozgrywając także najdłuższy wimbledoński finał singla kobiet w historii.
Zwyciężyła w Dubaju, na Amelia Island, New Haven, Bali, Filderstadt i Zurychu. Liczba jej wygranych imprez sięgnęła powyżej 50. Wycofała się z kilku turniejów z powodu kontuzji, kilkakrotnie poddawała spotkania. Sezon zakończyła na pierwszym miejscu listy światowej.
Na początku sezonu 2006 przegrała w ćwierćfinale Australian Open z późniejszą finalistką, Justine Henin. Po turnieju straciła pozycję liderki rankingu na rzecz Kim Clijsters. Wycofała się z turnieju w Japonii, miesiąc później dotarła do półfinału w Dubaju, ulegając finalistce Marii Szarapowej. Jej przegrana w czwartej rundzie Indian Wells to pierwszy przypadek w historii turnieju, gdy w ćwierćfinale nie zagrała żadna reprezentantka gospodarzy.
Z powodu licznych kontuzji (głównie pleców) nie występowała na kortach aż do sierpnia. Nie wystąpiła w wielkoszlemowych Roland Garros i Wimbledonie. Powróciła w Los Angeles, w pierwszej rundzie została niespodziewanie pokonana przez Samanthę Stosur, wówczas najlepszą deblistkę świata. Najlepszym występem w sezonie był turniej Pilot Pen Tennis w New Haven, w którym doszła do finału, pokonując po drodze m.in. Francescę Schiavone i Amélie Mauresmo. Skreczowała przy stanie 0:6, 0:1 przeciwko Belgijce Hardenne z powodu kontuzji prawego ramienia. Ta sama zawodniczka pokonała ją w ćwierćfinale US Open, w którym Lindsay pokonała w drugiej rundzie Jelenę Kostanic 6:0, 6:0.

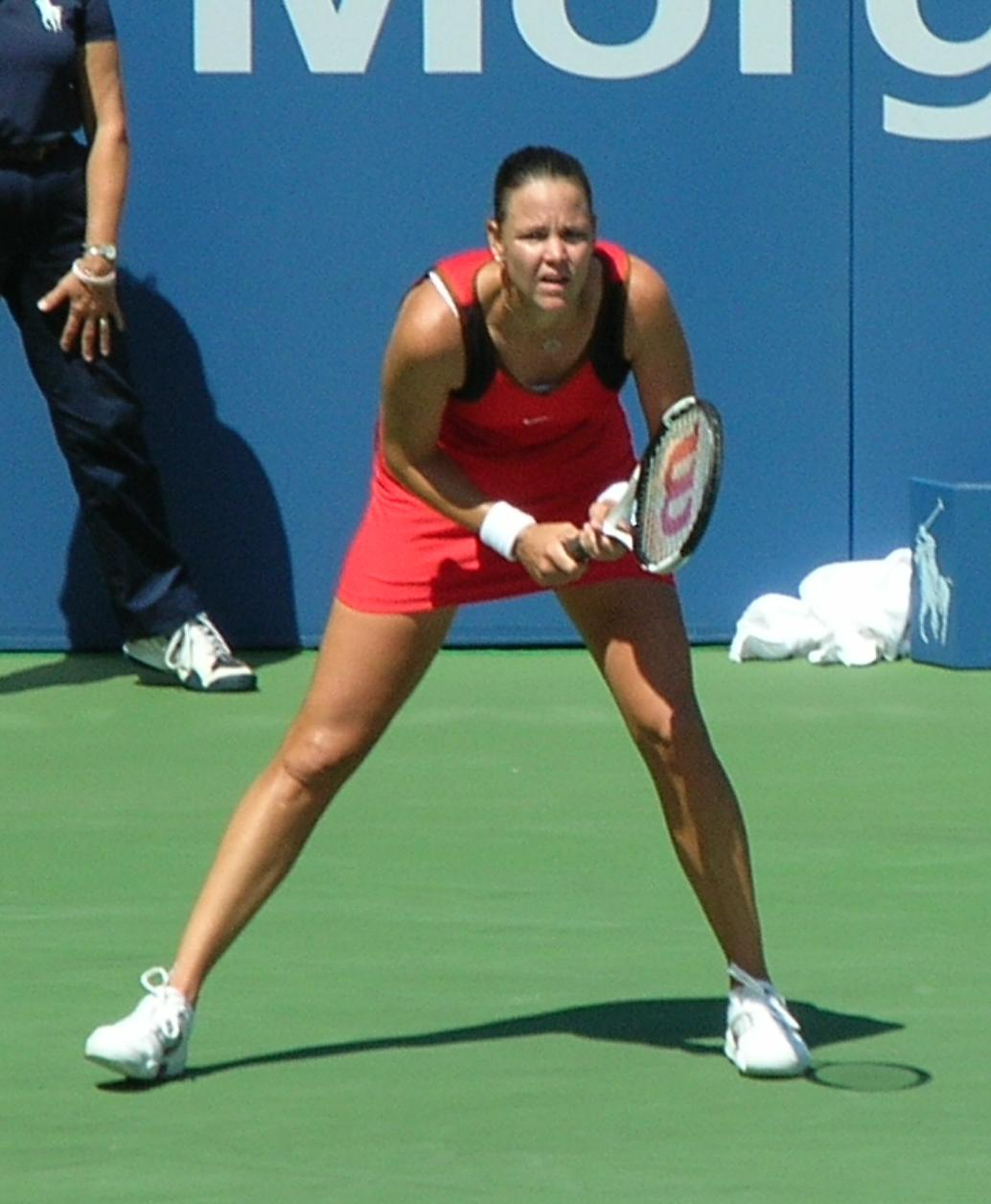
Davenport przygotowuje się do returnu podczas US Open 2006.

Pod koniec sezonu osiągnęła półfinał na Bali i ćwierćfinał w Pekinie. W Bali zwyciężyła grę podwójną w parze z Coriną Morariu. To jej 36. tytuł deblowy.
Zakończyła sezon na dwudziestym piątym miejscu rankingu WTA i to najlepsza pozycja amerykańskiej tenisistki w tej klasyfikacji na koniec sezonu 2006. W połowie grudnia menedżer tenisistki ogłosił, że Davenport spodziewa się narodzin pierwszego dziecka – jej syn Jagger Jonathan przyszedł na świat wczesnym latem 2007. Amerykanka poinformowała o swoim planowanym powrocie na korty 18 lipca. W swoim pierwszym występie, w grze podwójnej w New Haven, przegrały z Lisą Raymond w pierwszej rundzie. Powrót w grze pojedynczej przypieczętowała wygraniem zmagań na Bali, gdzie pokonała między innymi Jelenę Janković i Danielę Hantuchovą – był to jej pierwszy turniejowy triumf od 2005 roku. Serbska rakieta numer jeden zrewanżowała się Davenport kilkanaście dni później w półfinale w Pekinie, gdzie Davenport zdołała ograć Jelenę Diemientjewą. Na koniec sezonu zdobyła swój 53. tytuł w karierze, dokonała tego w Quebecu i powróciła do czołowej setki klasyfikacji WTA.
Udanie rozpoczęła rok 2008, wygrywając rywalizację w Auckland. Została jedyną zawodniczką w gronie stu najlepszych tenisistek świata, której do punktów rankingowych wliczano mniej niż dziesięć turniejowych startów. Odpadła w drugiej rundzie Australian Open z późniejszą mistrzynią, Mariją Szarapową. 14 lutego wyprzedziła Steffi Graf na liście najlepiej zarabiających tenisistek w historii. W marcu wygrała turniej w Memphis zarówno w grze pojedynczej, jak i w podwójnej. W dalszej części roku zmagała się z urazem kolana, który uniemożliwił jej kilka startów, w tym w wielkoszlemowym French Open oraz w grze pojedynczej na letnich igrzyskach olimpijskich w Pekinie.
Amerykanka planowała wznowienie występów podczas Australian Open 2009; poinformowała jednak, że jest w ciąży po raz drugi. 30 czerwca urodziła córkę, Lauren Andrus. Po niemalże dwuletniej przerwie wystąpiła w grze mieszanej Wimbledonu 2010, gdzie razem z Mikiem Bryanem doszli do drugiej rundy. Davenport zdobyła kolejny tytuł kilka tygodni później, wygrywając rywalizację deblistek w Stanford u boku Liezel Huber.
W 2011 roku wygrała turnieje legend w ramach wielkoszlemowych French Open i Wimbledonu z Martiną Hingis. Wkrótce okazało się, że tenisistka ponownie spodziewa się narodzin dziecka. Jej druga córka, Kaya Emory, przyszła na świat 16 stycznia 2012. Zawodniczka nigdy oficjalnie nie ogłosiła zakończenia kariery, ale za tę datę uznaje się rok 2011.
W czerwcu 2012 z Hingis triumfowała w zawodach legend French Open po finale z Ivą Majoli i Conchitą Martínez.
W 2014 roku została przyjęta do Międzynarodowej Tenisowej Galerii Sławy.

## Życie prywatne
Lindsay Davenport jest córką Winka Davenporta, który był reprezentantem Stanów Zjednoczonych na letnich igrzyskach olimpijskich w siatkówce w 1968 roku w Meksyku. Matka, Ann, jest prezydentem Siatkarskiej Organizacji w Karolinie Południowej.
25 kwietnia 2003 roku na Hawajach poślubiła bankiera i byłego amerykańskiego tenisistę, Jonathana Leacha. W ten sposób została bratową słynnego tenisisty amerykańskiego, Ricka Leacha.
13 grudnia 2006 agent tenisistki, Tony Godsick, podał do wiadomości, że Davenport spodziewa się narodzin swojego pierwszego dziecka. 10 czerwca 2007 urodziła syna, który nazywa się Jagger Jonathan Leach.
17 grudnia 2008 Amerykanka ogłosiła zawieszenie kariery z powodu drugiej ciąży. 27 czerwca 2009 urodziła córkę, Lauren Andrus Leach.
6 lipca 2011 podano do wiadomości, że państwo Leach zostaną rodzicami po raz trzeci. 16 stycznia 2012 przyszła na świat ich druga córka. Imiona dziewczynki, Kaia Emory Leach, zostały potwierdzone przez tenisistkę po dziesięciu dniach.
11 września 2013, po zakończonym turnieju US Open, ogłosiła swoją czwartą ciążę. 6 stycznia 2014 urodziła córkę Haven Michelle Leach.

## Historia występów wielkoszlemowych
Legenda
     W, wygrany turniej
      F, przegrana w finale
      SF, przegrana w półfinale
      QF, przegrana w ćwierćfinale
     xR, przegrana w x rundzie
     A, brak startu

### Występy w grze pojedynczej
| Australian Open        | A   | A   | 3R | QF | QF | 4R | 4R | SF | SF | W  | SF | A  | 4R | QF | F  | QF | A  | 2R | 1 / 14 | 56 – 13  |  |  |  |  |  |  |
| French Open            | A   | A   | 1R | 3R | 4R | QF | 4R | SF | QF | 1R | A  | A  | 4R | 4R | QF | A  | A  | A  | 0 / 11 | 31 – 11  |  |  |  |  |  |  |
| Wimbledon              | A   | A   | 3R | QF | 4R | 2R | 2R | QF | W  | F  | SF | A  | QF | SF | F  | A  | A  | 2R | 1 / 13 | 49 – 11  |  |  |  |  |  |  |
| US Open                | 1R  | 2R  | 4R | 3R | 2R | 4R | SF | W  | SF | F  | QF | SF | SF | SF | QF | QF | A  | 3R | 1 / 17 | 62 – 16  |  |  |  |  |  |  |
|                        |     |     |    |    |    |    |    |    |    |    |    |    |    |    |    |    |    |    |        |          |  |  |  |  |  |  |
| Ranking na koniec roku | 339 | 159 | 20 | 6  | 12 | 9  | 3  | 1  | 2  | 2  | 1  | 12 | 5  | 1  | 1  | 25 | 73 | 36 | 3 / 55 | 198 – 51 |  |  |  |  |  |  |

### Występy w grze podwójnej
| Australian Open        | A  | A  | 3R | 3R | SF | F  | F  | F | F  | SF | F  | A | SF | 3R | F  | A | A | 3R | A | A | 0 / 13 | 49 – 12  |  |  |  |  |  |
| French Open            | A  | A  | 1R | F  | SF | W  | 3R | F | SF | A  | A  | A | 3R | A  | A  | A | A | A  | A | A | 1 / 8  | 28 – 6   |  |  |  |  |  |
| Wimbledon              | A  | A  | 2R | 3R | 1R | QF | QF | F | W  | A  | A  | A | SF | A  | 2R | A | A | A  | A | A | 1 / 9  | 25 – 7   |  |  |  |  |  |
| US Open                | 1R | 1R | 1R | QF | 3R | A  | W  | F | QF | A  | A  | A | A  | A  | A  | A | A | 3R | A | A | 1 / 9  | 21 – 8   |  |  |  |  |  |
|                        |    |    |    |    |    |    |    |   |    |    |    |   |    |    |    |   |   |    |   |   |        |          |  |  |  |  |  |
| Ranking na koniec roku | –  | 93 | 49 | 8  | 6  | 7  | 2  | 4 | 4  | 26 | 25 | – | 8  | 44 | 49 | – | – | 76 | – | – | 3 / 39 | 123 – 33 |  |  |  |  |  |

### Występy w grze mieszanej
| Australian Open | A | A  | A  | 1R | SF | A  | 2R | A  | A  | A | A | A | A | A  | A | A | A | A | A | A  | 0 / 3  | 5 – 3   |  |  |  |  |  |  |  |
| French Open     | A | A  | A  | A  | A  | A  | A  | A  | A  | A | A | A | A | A  | A | A | A | A | A | A  | 0 / 0  | 0 – 0   |  |  |  |  |  |  |  |
| Wimbledon       | A | A  | 2R | SF | SF | SF | SF | 2R | 3R | A | A | A | A | SF | A | A | A | A | A | 2R | 0 / 9  | 25 – 9  |  |  |  |  |  |  |  |
| US Open         | A | 2R | A  | A  | A  | A  | A  | 2R | A  | A | A | A | A | A  | A | A | A | A | A | A  | 0 / 2  | 2 – 2   |  |  |  |  |  |  |  |
|                 |   |    |    |    |    |    |    |    |    |   |   |   |   |    |   |   |   |   |   |    |        |         |  |  |  |  |  |  |  |
|                 |   |    |    |    |    |    |    |    |    |   |   |   |   |    |   |   |   |   |   |    | 0 / 14 | 32 – 14 |  |  |  |  |  |  |  |

### Występy w grze podwójnej w turniejach legend
| Turniej         | 2010                    | 2011                    | 2012                    | 2013 | 2014 | 2015 | 2016 | 2017 | 2018 | 2019 | Tytuły |
| --------------- | ----------------------- | ----------------------- | ----------------------- | ---- | ---- | ---- | ---- | ---- | ---- | ---- | ------ |
| Australian Open | turnieju nie rozgrywano | turnieju nie rozgrywano | turnieju nie rozgrywano | RR   | A    | A    | W    | W    | RR   | RR   | 2 / 5  |
| French Open     | A                       | W                       | W                       | W    | RR   | F    | W    | F    | RR   | RR   | 4 / 9  |
| Wimbledon       | A                       | W                       | W                       | W    | RR   | RR   | F    | RR   | RR   | A    | 3 / 8  |
| US Open         | turnieju nie rozgrywano | turnieju nie rozgrywano | turnieju nie rozgrywano | A    | SF   | W    | W    | F    | NH   | F    | 2 / 5  |

## Finały turniejów WTA
| Legenda                     | Legenda |
| --------------------------- | ------- |
| Wielki Szlem                |         |
| Igrzyska olimpijskie        |         |
| WTA Tour Championships      |         |
| 1988 – 2008                 |         |
| Kategoria I                 |         |
| Kategoria II                |         |
| Kategoria III               |         |
| Kategoria IV                |         |
| Kategoria V                 |         |
| 2009 – 2020                 |         |
| WTA Premier Mandatory       |         |
| WTA Premier 5               |         |
| WTA Premier                 |         |
| WTA International Series    |         |
| WTA 125K series (2012–2020) |         |

### Gra pojedyncza 93 (55–38)
| Końcowy wynik | Nr  | Data                 | Turniej         | Nawierzchnia    | Przeciwniczka            | Wynik finału        |
| ------------- | --- | -------------------- | --------------- | --------------- | ------------------------ | ------------------- |
| Zwyciężczyni  | 1.  | 23 maja 1993         | Lucerna         | Ceglana         | Nicole Bradtke           | 6:1, 4:6, 6:2       |
| Zwyciężczyni  | 2.  | 9 stycznia 1994      | Brisbane        | Twarda          | Florencia Labat          | 6:1, 2:6, 6:3       |
| Zwyciężczyni  | 3.  | 22 maja 1994         | Lucerna         | Ceglana         | Lisa Raymond             | 7:6(3), 6:4         |
| Finalistka    | 1.  | 20 listopada 1994    | Nowy Jork       | Dywanowa (hala) | Gabriela Sabatini        | 3:6, 2:6, 4:6       |
| Finalistka    | 2.  | 15 stycznia 1995     | Sydney          | Twarda          | Gabriela Sabatini        | 3:6, 4:6            |
| Finalistka    | 3.  | 5 lutego 1995        | Tokio           | Dywanowa (hala) | Kimiko Date              | 1:6, 2:6            |
| Zwyciężczyni  | 4.  | 28 maja 1995         | Strasburg       | Ceglana         | Kimiko Date              | 3:6, 6:1, 6:2       |
| Finalistka    | 4.  | 14 stycznia 1996     | Sydney          | Twarda          | Monica Seles             | 6:4, 6:7(7), 3:6    |
| Zwyciężczyni  | 5.  | 25 maja 1996         | Strasburg       | Ceglana         | Barbara Paulus           | 6:3, 7:6(6)         |
| Zwyciężczyni  | 6.  | 3 sierpnia 1996      | Atlanta         | Twarda          | Arantxa Sánchez Vicario  | 7:6(8), 6:2         |
| Zwyciężczyni  | 7.  | 18 sierpnia 1996     | Los Angeles     | Twarda          | Anke Huber               | 6:2, 6:3            |
| Zwyciężczyni  | 8.  | 23 lutego 1997       | Oklahoma        | Twarda (hala)   | Lisa Raymond             | 6:4, 6:2            |
| Zwyciężczyni  | 9.  | 16 marca 1997        | Indian Wells    | Twarda          | Irina Spîrlea            | 6:2, 6:1            |
| Zwyciężczyni  | 10. | 13 kwietnia 1997     | Amelia Island   | Ceglana         | Mary Pierce              | 6:2, 6:3            |
| Finalistka    | 5.  | 10 sierpnia 1997     | Los Angeles     | Twarda          | Monica Seles             | 7:5, 5:7, 4:6       |
| Zwyciężczyni  | 11. | 24 sierpnia 1997     | Atlanta         | Twarda          | Sandrine Testud          | 6:4, 6:1            |
| Zwyciężczyni  | 12. | 19 października 1997 | Zurych          | Dywanowa (hala) | Nathalie Tauziat         | 7:6(3), 7:5         |
| Zwyciężczyni  | 13. | 9 listopada 1997     | Chicago         | Dywanowa (hala) | Nathalie Tauziat         | 6:0, 7:5            |
| Finalistka    | 6.  | 16 listopada 1997    | Filadelfia      | Dywanowa (hala) | Martina Hingis           | 5:7, 7:6(7), 6:7(4) |
| Zwyciężczyni  | 14. | 8 lutego 1998        | Tokio           | Dywanowa (hala) | Martina Hingis           | 6:3, 6:3            |
| Finalistka    | 7.  | 15 marca 1998        | Indian Wells    | Twarda          | Martina Hingis           | 3:6, 4:6            |
| Zwyciężczyni  | 15. | 2 sierpnia 1998      | Stanford        | Twarda          | Venus Williams           | 6:4, 5:7, 6:4       |
| Zwyciężczyni  | 16. | 9 sierpnia 1998      | San Diego       | Twarda          | Mary Pierce              | 6:3, 6:1            |
| Zwyciężczyni  | 17. | 16 sierpnia 1998     | Los Angeles     | Twarda          | Martina Hingis           | 4:6, 6:4, 6:3       |
| Zwyciężczyni  | 18. | 13 września 1998     | US Open         | Twarda          | Martina Hingis           | 6:3, 7:5            |
| Finalistka    | 8.  | 11 października 1998 | Filderstadt     | Twarda          | Sandrine Testud-Magnelli | 5:7, 3:6            |
| Zwyciężczyni  | 19. | 18 października 1998 | Zurych          | Dywanowa (hala) | Venus Williams           | 7:5, 6:3            |
| Finalistka    | 9.  | 15 listopada 1998    | Filadelfia      | Dywanowa (hala) | Steffi Graf              | 6:4, 3:6, 4:6       |
| Finalistka    | 10. | 2 listopada 1998     | Nowy Jork       | Dywanowa (hala) | Martina Hingis           | 5:7, 4:6, 6:4, 2:6  |
| Zwyciężczyni  | 20. | 17 stycznia 1999     | Sydney          | Twarda          | Martina Hingis           | 6:4, 6:3            |
| Zwyciężczyni  | 21. | 23 maja 1999         | Madryt          | Ceglana         | Paola Suárez             | 6:1, 6:3            |
| Zwyciężczyni  | 22. | 4 lipca 1999         | Wimbledon       | Trawiasta       | Steffi Graf              | 6:4, 7:5            |
| Zwyciężczyni  | 23. | 1 sierpnia 1999      | Stanford        | Twarda          | Venus Williams           | 7:6(1), 6:2         |
| Finalistka    | 11. | 28 sierpnia 1999     | New Haven       | Twarda          | Venus Williams           | 2:6, 5:7            |
| Zwyciężczyni  | 24. | 26 września 1999     | Tokio (Toyota)  | Twarda          | Monica Seles             | 7:5, 7:6(1)         |
| Zwyciężczyni  | 25. | 14 listopada 1999    | Filadelfia      | Dywanowa (hala) | Martina Hingis           | 6:3, 6:4            |
| Zwyciężczyni  | 26. | 21 listopada 1999    | Nowy Jork       | Dywanowa (hala) | Martina Hingis           | 6:4, 6:2            |
| Finalistka    | 12. | 16 stycznia 2000     | Sydney          | Twarda          | Amélie Mauresmo          | 7:6(2), 6:4         |
| Zwyciężczyni  | 27. | 30 stycznia 2000     | Australian Open | Twarda          | Martina Hingis           | 6:1, 7:5            |
| Zwyciężczyni  | 28. | 19 marca 2000        | Indian Wells    | Twarda          | Martina Hingis           | 4:6, 6:4, 6:0       |
| Finalistka    | 13. | 9 kwietnia 2000      | Miami           | Twarda          | Martina Hingis           | 3:6, 2:6            |
| Finalistka    | 14. | 8 lipca 2000         | Wimbledon       | Trawiasta       | Venus Williams           | 3:6, 6:7(3)         |
| Finalistka    | 15. | 30 lipca 2000        | Stanford        | Twarda          | Venus Williams           | 1:6, 4:6            |
| Finalistka    | 16. | 13 sierpnia 2000     | Los Angeles     | Twarda          | Serena Williams          | 6:4, 4:6, 6:7(1)    |
| Finalistka    | 17. | 9 września 2000      | US Open         | Twarda          | Venus Williams           | 4:6, 5:7            |
| Finalistka    | 18. | 15 października 2000 | Zurych          | Twarda (hala)   | Martina Hingis           | 4:6, 6:4, 5:7       |
| Zwyciężczyni  | 29. | 22 października 2000 | Linz            | Dywanowa (hala) | Venus Williams           | 6:4, 3:6, 6:2       |
| Zwyciężczyni  | 30. | 12 listopada 2000    | Filadelfia      | Dywanowa (hala) | Martina Hingis           | 7:6(7), 6:4         |
| Finalistka    | 19. | 13 stycznia 2001     | Sydney          | Twarda          | Martina Hingis           | 3:6, 6:4, 5:7       |
| Zwyciężczyni  | 31. | 4 lutego 2001        | Tokio           | Dywanowa (hala) | Martina Hingis           | 6:7(4), 6:4, 6:2    |
| Zwyciężczyni  | 32. | 4 marca 2001         | Scottsdale      | Twarda          | Meghann Shaughnessy      | 6:2, 6:3            |
| Zwyciężczyni  | 33. | 23 czerwca 2001      | Eastbourne      | Trawiasta       | Magüi Serna              | 6:3, 6:2            |
| Finalistka    | 20. | 29 lipca 2001        | Stanford        | Twarda          | Kim Clijsters            | 4:6, 7:6(5), 1:6    |
| Zwyciężczyni  | 34. | 11 sierpnia 2001     | Los Angeles     | Twarda          | Monica Seles             | 6:3, 7:5            |
| Finalistka    | 21. | 25 sierpnia 2001     | New Haven       | Twarda          | Venus Williams           | 6:7(6), 4:6         |
| Zwyciężczyni  | 35. | 14 października 2001 | Filderstadt     | Twarda (hala)   | Justine Henin            | 7:5, 6:4            |
| Zwyciężczyni  | 36. | 20 października 2001 | Zurych          | Twarda (hala)   | Jelena Dokić             | 6:3, 6:1            |
| Zwyciężczyni  | 37. | 28 października 2001 | Linz            | Twarda (hala)   | Jelena Dokić             | 6:4, 6:1            |
| Finalistka    | 22. | 4 listopada 2001     | Monachium       | Dywanowa (hala) | Serena Williams          | walkower            |
| Finalistka    | 23. | 10 sierpnia 2002     | Los Angeles     | Twarda          | Chanda Rubin             | 7:5, 6:7(5), 3:6    |
| Finalistka    | 24. | 23 sierpnia 2002     | New Haven       | Twarda          | Venus Williams           | 5:7, 0:6            |
| Finalistka    | 25. | 6 października 2002  | Moskwa          | Dywanowa (hala) | Magdalena Maleewa        | 7:5, 3:6, 6:7(4)    |
| Finalistka    | 26. | 14 października 2002 | Zurych          | Dywanowa (hala) | Patty Schnyder           | 7:6(5), 6:7(8), 3:6 |
| Finalistka    | 27. | 11 stycznia 2003     | Sydney          | Twarda          | Kim Clijsters            | 4:6, 3:6            |
| Zwyciężczyni  | 38. | 3 lutego 2003        | Tokio           | Dywanowa (hala) | Monica Seles             | 6:7(6), 6:1, 6:2    |
| Finalistka    | 28. | 16 marca 2003        | Indian Wells    | Twarda          | Kim Clijsters            | 4:6, 5:7            |
| Finalistka    | 29. | 20 kwietnia 2003     | Amelia Island   | Ceglana         | Jelena Diemientjewa      | 6:4, 5:7, 3:6       |
| Finalistka    | 30. | 10 sierpnia 2003     | Los Angeles     | Twarda          | Kim Clijsters            | 1:6, 6:3, 1:6       |
| Finalistka    | 31. | 22 sierpnia 2003     | New Haven       | Twarda          | Jennifer Capriati        | 2:6, 0:4 krecz      |
| Zwyciężczyni  | 39. | 9 lutego 2004        | Tokio           | Dywanowa (hala) | Magdalena Maleewa        | 6:4, 6:1            |
| Finalistka    | 32. | 21 marca 2004        | Indian Wells    | Twarda          | Justine Henin-Hardenne   | 1:6, 4:6            |
| Zwyciężczyni  | 40. | 11 kwietnia 2004     | Amelia Island   | Ceglana         | Amélie Mauresmo          | 6:4, 6:4            |
| Finalistka    | 33. | 22 maja 2004         | Strasburg       | Ceglana         | Claudine Schaul          | 6:2, 0:6, 3:6       |
| Zwyciężczyni  | 41. | 18 lipca 2004        | Stanford        | Twarda          | Venus Williams           | 7:6(4), 5:7, 7:6(4) |
| Zwyciężczyni  | 42. | 25 lipca 2004        | Los Angeles     | Twarda          | Serena Williams          | 6:1, 6:3            |
| Zwyciężczyni  | 43. | 31 sierpnia 2004     | San Diego       | Twarda          | Anastasija Myskina       | 6:1, 6:1            |
| Zwyciężczyni  | 44. | 22 sierpnia 2004     | Cincinnati      | Twarda          | Wiera Zwonariowa         | 6:3, 6:2            |
| Zwyciężczyni  | 45. | 10 października 2004 | Filderstadt     | Twarda (hala)   | Amélie Mauresmo          | 6:2, krecz          |
| Finalistka    | 34. | 29 stycznia 2005     | Australian Open | Twarda          | Serena Williams          | 6:2, 3:6, 0:6       |
| Finalistka    | 35. | 7 lutego 2005        | Tokio           | Dywanowa (hala) | Marija Szarapowa         | 1:6, 6:3, 6:7(5)    |
| Zwyciężczyni  | 46. | 5 marca 2005         | Dubaj           | Twarda          | Jelena Janković          | 6:4, 3:6, 6:4       |
| Finalistka    | 36. | 20 marca 2005        | Indian Wells    | Twarda          | Kim Clijsters            | 4:6, 6:4, 2:6       |
| Zwyciężczyni  | 47. | 10 kwietnia 2005     | Amelia Island   | Ceglana         | Silvia Farina Elia       | 7:5, 7:5            |
| Finalistka    | 37. | 2 lipca 2005         | Wimbledon       | Trawiasta       | Venus Williams           | 6:4, 6:7(4), 7:9    |
| Zwyciężczyni  | 48. | 26 sierpnia 2005     | New Haven       | Twarda          | Amélie Mauresmo          | 6:4, 6:4            |
| Zwyciężczyni  | 49. | 18 września 2005     | Bali            | Twarda          | Francesca Schiavone      | 6:2, 6:4            |
| Zwyciężczyni  | 50. | 9 października 2005  | Filderstadt     | Twarda (hala)   | Amélie Mauresmo          | 6:2, 6:4            |
| Zwyciężczyni  | 51. | 23 października 2005 | Zurych          | Twarda (hala)   | Patty Schnyder           | 7:6(5), 6:3         |
| Finalistka    | 38. | 26 sierpnia 2006     | New Haven       | Twarda          | Justine Henin-Hardenne   | 0:6, 0:1 krecz      |
| Zwyciężczyni  | 52. | 16 września 2007     | Bali            | Twarda          | Daniela Hantuchová       | 6:4, 3:6, 6:2       |
| Zwyciężczyni  | 53. | 4 listopada 2007     | Québec          | Dywanowa (hala) | Julija Wakułenko         | 6:4, 6:1            |
| Zwyciężczyni  | 54. | 5 stycznia 2008      | Auckland        | Twarda          | Aravane Rezaï            | 6:2, 6:2            |
| Zwyciężczyni  | 55. | 1 marca 2008         | Memphis         | Twarda (hala)   | Wolha Hawarcowa          | 6:2, 6:1            |

## Występy w Turnieju Mistrzyń

### W grze pojedynczej
| Rok  | Rezultat     | Przeciwniczka                                          | Wynik                              |
| 1994 | Finał        | Gabriela Sabatini                                      | 3:6, 2:6, 4:6                      |
| 1995 | I runda      | Gabriela Sabatini                                      | 4:6, 3:6                           |
| 1996 | Ćwierćfinał  | Steffi Graf                                            | 4:6, 6:7(11)                       |
| 1997 | I runda      | Mary Joe Fernández                                     | 6:2, 4:6, 6:7(7)                   |
| 1998 | Finał        | Martina Hingis                                         | 5:7, 4:6, 6:4, 2:6                 |
| 1999 | Zwycięstwo   | Martina Hingis                                         | 6:4, 6:2                           |
| 2000 | I runda      | Jelena Diemientjewa                                    | 6:3, 6:7(7), 4:6                   |
| 2001 | Finał        | Serena Williams                                        | walkower                           |
| 2002 | I runda      | Monica Seles                                           | 6:3, 6:7(6), 3:6                   |
| 2004 | faza grupowa | Jelena Diemientjewa Anastasija Myskina Serena Williams | 6:0, 6:1 6:7(5), 4:6 3:6, 7:5, 6:1 |
| 2005 | Półfinał     | Mary Pierce                                            | 6:7(5), 6:7(6)                     |

### W grze podwójnej
| Rok  | Rezultat    | Partnerka          | Przeciwniczki                          | Wynik            |
| 1994 | Ćwierćfinał | Lisa Raymond       | Jana Novotná Arantxa Sánchez Vicario   | 2:6, 2:6         |
| 1996 | Zwycięstwo  | Mary Joe Fernández | Jana Novotná Arantxa Sánchez Vicario   | 6:3, 6:2         |
| 1997 | Zwycięstwo  | Jana Novotná       | Alexandra Fusai Nathalie Tauziat       | 6:7(5), 6:3, 6:2 |
| 1998 | Zwycięstwo  | Natalla Zwierawa   | Alexandra Fusai Nathalie Tauziat       | 6:7(6), 7:5, 6:3 |
| 1999 | Półfinał    | Corina Morariu     | Arantxa Sánchez Vicario Łarysa Neiland | 6:7(4), 5:7      |

## Turnieje rangi ITF
| turnieje z pulą nagród 100 000 $ |
| turnieje z pulą nagród 75 000 $  |
| turnieje z pulą nagród 50 000 $  |
| turnieje z pulą nagród 25 000 $  |
| turnieje z pulą nagród 15 000 $  |
| turnieje z pulą nagród 10 000 $  |

### Gra podwójna 1 (1-0)
| Rezultat     | Data       | Turniej      | ($)    | Naw.   | Partnerka        | Przeciwniczki                | Wynik    |
| Zwyciężczyni | 01/03/1992 | Key Biscayne | 25 000 | Twarda | Katie Schlukebir | Tracey Rodgers Tamaka Takagi | 6:1, 6:3 |

## Występy w igrzyskach olimpijskich

### Gra pojedyncza
| Runda                                                                                    | Przeciwniczka                             | Wynik         |  |
| ---------------------------------------------------------------------------------------- | ----------------------------------------- | ------------- |  |
|                                                                                          |                                           |               |  |
| Letnie Igrzyska Olimpijskie w Atlancie 1996, reprezentując państwo Stany Zjednoczone [9] |                                           |               |  |
| I runda                                                                                  | Luksemburg: Anne Kremer [W]               | 6:2, 6:1      |  |
| II runda                                                                                 | Japonia: Naoko Sawamatsu                  | 6:2, 6:2      |  |
| III runda                                                                                | Niemcy: Anke Huber [5]                    | 6:1, 3:6, 6:3 |  |
| Ćwierćfinał                                                                              | Chorwacja: Iva Majoli [4]                 | 7-5 6-3       |  |
| Półfinał                                                                                 | Stany Zjednoczone: Mary Joe Fernández [7] | 6:2, 7:6(6)   |  |
| O złoty medal                                                                            | Hiszpania: Arantxa Sánchez Vicario [3]    | 7:6(6), 6:2   |  |
|                                                                                          |                                           |               |  |
| Letnie Igrzyska Olimpijskie w Sydney 2000, reprezentując państwo Stany Zjednoczone [1]   |                                           |               |  |
| I runda                                                                                  | Argentyna: Paola Suárez                   | 6:4, 4:6, 6:3 |  |
| II runda                                                                                 | Paragwaj: Rossana de los Ríos [W]         | walkower      |  |

### Gra podwójna kobiet
| Runda                                                                               | Partnerka        | Przeciwniczki                                                   | Wynik            |
| ----------------------------------------------------------------------------------- | ---------------- | --------------------------------------------------------------- | ---------------- |
|                                                                                     |                  |                                                                 |                  |
| Letnie Igrzyska Olimpijskie w Pekinie 2008, reprezentując państwo Stany Zjednoczone |                  |                                                                 |                  |
| I runda                                                                             | Liezel Huber [5] | Polska: Klaudia Jans / Alicja Rosolska                          | 6:2, 6:1         |
| II runda                                                                            | Liezel Huber [5] | Białoruś: Wiktoryja Azaranka / Tacciana Puczak                  | 6:4, 4:6, 6:3    |
| Ćwierćfinał                                                                         | Liezel Huber [5] | Hiszpania: Anabel Medina Garrigues / Virginia Ruano Pascual [4] | 7:5, 6:7(6), 6:8 |

## Finały juniorskich turniejów wielkoszlemowych

### Gra pojedyncza (2)
| Końcowy wynik | Rok  | Turniej         | Nawierzchnia | Przeciwniczka | Wynik finału |
| Finalistka    | 1992 | Australian Open | Twarda       | Joanne Limmer | 5:7, 2:6     |
| Zwyciężczyni  | 1992 | US Open         | Twarda       | Julie Steven  | 6:2, 6:2     |

### Gra podwójna (3)
| Końcowy wynik | Rok  | Turniej         | Nawierzchnia | Partnerka     | Przeciwniczki                 | Wynik finału  |
| Zwyciężczyni  | 1992 | Australian Open | Twarda       | Nicole London | Maija Avotins Joanne Limmer   | 6:2, 7:5      |
| Finalistka    | 1992 | French Open     | Ceglana      | Chanda Rubin  | Laurence Courtois Nancy Feber | 1:6, 7:5, 4:6 |
| Zwyciężczyni  | 1992 | US Open         | Twarda       | Nicole London | Katie Schlukebir Julie Steven | 7:5, 6:7, 6:4 |